# Sharon D. Clarke
Sharon Delores Clarke, connue professionnellement sous le nom de Sharon D. Clarke (née le 12 août 1966 à Enfield, Londres), est une actrice et chanteuse britannique. Elle est principalement connue du public britannique pour le rôle de Lola Griffin dans la série médicale Holby City, et elle a aussi joué de nombreux rôles dans des comédies musicales du West End et de Broadway, créant en particulier les rôles de la Killer Queen dans We Will Rock You et de Oda Mae Brown dans Ghost the Musical.

## Biographie

### Télévision
Sharon D. Clarke est connue pour son rôle dans la série médicale de la BBC Holby City, dans laquelle elle jouait Lola Griffin, un médecin dont les ancêtres sont originaires du Ghana. Elle quitte le programme en 2008. Clarke reprend le rôle pour un épisode en 2019.
Parmi ses autres rôles à la télévision, on peut citer le personnage de Gran'Ma Flossie dans l'émission CBBC The Crust. En 2008, Clarke siège aux côtés de Russell Watson en tant que juge dans l'émission de talents de la BBC Last Choir Standing. Clarke participe également à d'autres émissions télévisées, notamment : Meurtres en sommeil, Soldier Soldier, Broken Glass, Between the Lines, Children's Ward, Stop, Look and Listen - Mary Seacole, Past Caring, The Singing Detective, EastEnders, Boo! et Informer.
Sharon D. Clarke fait la voix du personnage de Treetog dans la série CBeebies Tree Fu Tom ainsi que la voix de One Hundred dans la série d'animation Numberblocks.
En 2017, la BBC annonce que Clarke jouerait un rôle récurrent dans la saison 11 de Doctor Who (2018).

### Théâtre
Le premier rôle professionnel de Sharon D. Clarke était dans Southside, mis en scène par Jude Kelly, au Battersea Arts Centre en 1984. Ce rôle permet à Sharon de recevoir sa Actor's Equity Card. Elle joue ensuite le rôle de Dolores Hope dans la production de 1988 de la Talawa Theatre Company de O Babylon! The Musical, l'histoire de la lutte pour la survie de la communauté de Trench Town contre l'empiètement de Babylon, sous la forme d'un nouvel hôtel de luxe,,.
Elle est à l'origine du rôle de Killer Queen dans la Ben Elton/Queen comédie musicale jukebox We Will Rock You au Dominion Theatre, aux côtés de Alexander Hanson dans le rôle du commandant Khashoggi, pour laquelle elle est nommée pour le Laurence Olivier Award de la meilleure performance dans un second rôle dans une comédie musicale.
En octobre 2010, l'Apollo Victoria Theatre, qui accueille la comédie musicale Wicked, célèbre son 80e anniversaire et Clarke était une artiste invitée aux côtés d'autres stars telles que Wayne Sleep.
En 2011, Clarke prend le rôle d'Oda Mae Brown dans une adaptation musicale du film Ghost. Le spectacle, dont les avant-premières ont débuté en mars au Manchester Opera House, est transféré en juin 2011 au West End au Piccadilly Theatre, en remplacement de Grease. Clarke est nommée en 2012 pour le Laurence Olivier Award de la meilleure performance dans un second rôle dans une comédie musicale perdant le prix au profit de Nigel Harman pour son rôle dans Shrek the Musical.
Elle joue dans The Amen Corner de James Baldwin au Royal National Theatre, pour lequel elle remporte le prix de la meilleure actrice dans un second rôle aux Olivier Awards 2014.
En 2019, elle joue le rôle de Linda Loman dans la pièce d'Arthur Miller Mort d'un commis voyageur au Young Vic, qui devrait être transférée dans le West End en octobre 2019. En juillet 2019, elle joue le rôle de The Lady dans la pièce Blues in the Night de Sheldon Epps au Kiln Theatre, à Londres.

### Musique
Clarke connait le succès avec le remake de Going Back to My Roots par le FPI Project et dans le groupe Nomad avec les singles (I Wanna Give You) Devotion et Just a Groove, ce dernier s'étant vendu à plus de deux millions d'exemplaires à travers le monde.
Clarke fait également partie du groupe vocal féminin Six Chix, formé pour le concours Eurovision de la chanson 2000. Elles se sont classées deuxièmes lors de la sélection britannique du Concours Eurovision de la chanson 2000 avec la chanson Only the Women Know. Elles perdent face à Nicki French qui a chanté Don't Play That Song Again, et qui s'est rendue à Stockholm pour terminer 16e.

## Vie personnelle
Sharon Clarke est mariée à l’écrivaine et metteuse en scène Susie McKenna.

## Théâtre et comédies musicales
- 2002 : We Will Rock You de Ben Elton et Queen au Dominion Theatre de Londres[11]
- 2009 : Once on this Island, de  Lynn Ahrens, et Stephen Flaherty (en), au Hackney Empire
- 2019 : Death of a Salesman / Mort d'un commis voyageur, d'Arthur Miller au Piccadilly Theatre[12]
- 2020, Sharon jouera la comédie musicale Caroline, or Change (en) de Tony Kushner, et Jeanine Tesori (en), sous la direction de Michael Longhurst au Studio 54 à Broadway[13].

## Filmographie

### Télévision
- 2018 : saison 11 de Doctor Who
- 2020-2021 : saison 12 de Doctor Who

### Cinéma
- 2019 : Rocketman de Dexter Fletcher
- 2023 : My Dear F***ing Prince (Red, White and Royal Blue) de Matthew López
- 2024 : Wicked de Jon Chu

## Prix et distinctions
- 1995 : Nommée au Laurence Olivier Awards, catégorie : Meilleure performance dans un second rôle dans une comédie musicale
- 2003 : Nommée au Laurence Olivier Awards, catégorie : Meilleure performance dans un second rôle dans une comédie musicale
- 2014 : Lauréate du Laurence Olivier Awards, catégorie : Meilleure actrice dans un second rôle
- 2017 : Nommée membre de l'Ordre de l'Empire britannique[14]